# Hip hop soul
Hip hop soul je drugi veliki podžanr suvremenog R&B-a. Pojam općenito opisuje stil glazbe koji je mješavina soula, R&B pjevanja i sirove hip hop produkcije. Ovaj stil služi kao središnja točka između hip hopa, R&B-a, new jack swinga i neo soula i dok je bio najpopularniji tijekom sredine 1990-ih, koristili su ga umjetnici poput Mary J. Blige, Jodeci, R. Kelly i Aaliyah, a još uvijek postiže popularnost i s novijim glazbenicima kao što su Keyshia Cole and John Legend.

## Povijest

### Glazbeni utjecaji
Mnogi glazbenici koji su objavili svoj materijal u hip hop soul stilu, prije toga su izdavali albume u new jack swing žanru (ili ženski izvođači u new jill swing stilu), a neki od njih su Jodeci, američki trio SWV i sastav TLC. Glavni element po čemu je hip hop soul prepoznatljiv je grubost u izvođenju i manji utjecaj R&B-a, po čemu se razlikuje od new jack swinga. Ovdje se također koriste samplove iz sintisajzer linije, koji je opremljen čvrstim elementima iz 1990-ih kao east coast hip hopa i gangsta rapa. Iako new jack swing svoje djelovanje zatvara u R&B granicama, hip hop soul naginje više prema rap glazbi, a primarne osobe u tom su Montell Jordan (prvi R&B izvođač koji je potpisao za hip hop izdavača Def Jam Records), američki R&B sastav 'Blackstreet' (kojeg predvodi Teddy Riley) i Mary J. Blige sa skladbom "Queen of Hip Hop Soul" ,koju je prilagodila stilu svojih rap kolega.

### Hip hop soul u javnosti
Hip hop soul također se smatra više 'zrelijim' od drugih suvremenih R&B stilova i prilagođen je za stariju publiku. To je dijelom zbog žanra koji svoju pozornosti okreće više na mračnije aspekte ljubavi i urbani život. 
Također koristi teme i način izražavanja za odrasle osobe više nego bilo koji drugi R&B podžanr. To je uzrokovalo da hip hop soul glazbenici upadnu u pravne nevolje, a neki od njih uključuju R. Kelly, Brandy, Left Eye, Ray J i članove sastava 'Jodeci'. 

### Stvaranje neo soula
Hip hop soul postaje manje popularan nastankom drugog R&B podžanra neo soula krajem 1990-ih. Obožavatelji stila, smatraju ga 'pozitivnom' alternativom hip hop soula i suvremenog R&B-a, koji je postajao sve više popularan, bazirajući se na pretjeranu seksualnost i negativne stereotipove. Ironično je s obzirom na njihovu povezanost s hip hopom, mnogi izvođači neo soula i hip hop soula redovito su miksali stilove. Glazbenici poput Groovea Theorya, Johna Legenda i Anthonyja Hamiltona, mogu se smatrati neo soul i hip hop soul izvođačima.

### Nove generacije
Hip hop soul trenutno doživljava lagani porast u popularnosti zbog toga što ga mlađi glazbenici djelomično uključuju u svoje snimke. Neki od tih izvođača su Amerie, Ashanti i Keyshia Cole.

## Popis hip hop soul izvođača
| - Mary J. Blige - Faith Evans - 112 - Mariah Carey - Total - Montell Jordan - Jodeci - Dru Hill - Monica - BLACKstreet - SWV - TLC - Ginuwine - Ashanti - LeToya - Brandy - Brownstone | - Adina Howard - Soul for Real - 702 - Dave Hollister - Usher - Sisqo - Jaheim - Amerie - Kelis - Keyshia Cole - Tweet - Playa - John Legend - Bobby Valentino - Aaliyah - Sammie - Teairra Marí - Beyonce Knowles |